# On the Asclepiadeae
On the Asclepiadeae (abreviado Asclepiadeae) es un libro con ilustraciones y descripciones botánicas que fue escrito por el reconocido botánico escocés recolector de la flora de Australia a principios del siglo XIX; Robert Brown y publicado en el año 1810 con el nombre de On the Asclepiadeae. A Natural Order of Plants Separated from the Apocineae of Jussieu.